# Destinations au départ de Paris-Charles-de-Gaulle
La liste ci-dessous présente les destinations desservies au départ de l'aéroport de Paris-Charles-de-Gaulle.

## Vols passagers

### Vols réguliers
| Compagnies                      | Destinations |
| ------------------------------- | --- |
| Aegean Airlines                 | Athènes E.-Venizélos En saison : Héraklion-N. Kazantzákis, Thessalonique-Makedonía |
| Aer Lingus                      | Dublin, Shannon |
| Aeroméxico                      | Mexico-B. Juárez |
| Air Algérie                     | - Alger-Houari-Boumédiène, - Annaba-Rabah-Bitat, - Béjaïa, - Biskra-M. Khider, - Chlef, - Constantine-Mohamed-Boudiaf, - Oran-Ahmed-Ben-Bella En saison : El Oued (Guemar), Tlemcen - Zenata - Messali El Hadj |
| Air Arabia Maroc                | Fès-Saïss, Oujda-Les Angades, Rabat-Salé, Tanger |
| Air Austral                     | La Réunion-R. Garros En saison : Dzaoudzi-M. Henry |
| airBaltic                       | Riga, Tallinn, Vilnius |
| Air Cairo                       | En saison : Louxor |
| Aircalin                        | Bangkok-Suvarnabhumi, Nouméa - La Tontouta |
| Air Canada                      | Montréal (P.-E.-Trudeau), Toronto (Pearson) |
| Air China                       | Chengdu-Tianfu, Pékin-Capitale |
| Air France                      | - Abidjan-F.-H.-Boigny, - Abuja-N. Azikiwe, - Alger-Houari-Boumédiène, - Amsterdam, - Antananarivo, - Athènes E.-Venizélos, - Atlanta H.-Jackson, - Bâle-Mulhouse, - Bamako-M. Keïta, - Bangkok-Suvarnabhumi, - Bangalore-Kempegowda, - Bangui, - Barcelone-El Prat, - Berlin-Brandebourg, - Bergen, - Beyrouth-Rafic Hariri, - Biarritz-Pays Basque, - Bilbao, - Billund, - Birmingham, - Bogota-El Dorado, - Bologne-Borgo Panigale, - Bombay-Chhatrapati-Shivaji, - Bordeaux-Mérignac, - Boston Logan, - Brazzaville, - Brest-Bretagne, - Bucarest-H. Coandă, - Budapest-Ferenc Liszt, - Buenos Aires-Ezeiza, - Calvi Sainte-Catherine, - Cancún, - Casablanca-Mohammed-V, - Cayenne-F. Éboué, - Chicago-O'Hare, - Clermont-Ferrand, - Conakry, - Copenhague-Kastrup, - Cotonou, - Cracovie-Jean-Paul II, - Dakar-B. Diagne, - Dallas-Fort Worth, - Delhi-Indira Gandhi, - Denver, - Détroit, - Djibouti-Ambouli, - Douala, - Dubaï, - Dublin, - Düsseldorf, - Édimbourg, - Erevan-Zvarnots, - Florence-Peretola, - Fortaleza, - Francfort, - Genève-Cointrin, - Göteborg, - Guadeloupe - Maryse Condé, - Hambourg-H.-Schmidt, - Hanovre, - Helsinki-Vantaa, - Hô Chi Minh Ville (Tân Sơn Nhất), - Hong Kong, - Houston-George Bush, - Istanbul, - Johannesbourg OR Tambo, - Kilimandjaro, - Kinshasa-N'djili, - Lagos-Murtala Muhammed, - La Havane-José Martí, - La Réunion-R. Garros, - Le Caire, - Libreville-Léon Mba, - Lima-J. Chávez, - Lisbonne-H. Delgado, - Ljubljana-Jože Pučnik, - Lomé-G. Eyadéma, - Londres-Heathrow, - Los Angeles, - Luanda-Quatro de Fevereiro, - Lyon-Saint-Exupéry, - Madrid-Barajas, - Malabo, - Malaga-Costa del Sol, - Manchester, - Manille-N. Aquino, - Marrakech-Ménara, - Marseille-Provence, - Martinique A. Césaire, - Maurice-Sir Seewoosagur Ramgoolam, - Mexico-B. Juárez, - Miami, - Milan-Linate, - Milan-Malpensa, - Montpellier-Méditerranée, - Montréal (P.-E.-Trudeau), - Munich-F. J. Strauß, - Nairobi-J. Kenyatta, - Nantes-Atlantique, - Naples-Capodichino, - N'Djaména, - Newark-Liberty, - Newcastle, - New York-John F. Kennedy, - Niamey-D. Hamani, - Nice-Côte d'Azur, - Nouakchott-Oumtounsy, - Nuremberg-A. Dürer, - Oran-Ahmed-Ben-Bella, - Orlando, - Osaka-Kansai, - Oslo-Gardermoen, - Ottawa (Macdonald-Cartier), - Ouagadougou, - Panama-Tocumen, - Pau-Pyrénées, - Pékin-Capitale, - Phoenix-Sky Harbor, - Phuket, (débute le 27 novembre 2025) - Pointe-Noire A. Neto, - Porto-F. Sá-Carneiro, - Prague-Václav-Havel, - Rabat-Salé, - Raleigh-Durham, - Rennes-Saint-Jacques, - Rio de Janeiro/Galeão, - Riyad-roi Khaled, - Rome Léonard-de-Vinci/Fiumicino, - Saint-Martin - Princesse-Juliana, - Salvador de Bahia, - San Francisco, - San José-J. Santamaría, - Santiago du Chili-A.-M.-Benítez, - São Paulo/Guarulhos, - Seattle-Tacoma, - Séoul-Incheon, - Séville-San Pablo, - Shanghai-Pudong, - Singapour-Changi, - Stockholm-Arlanda, - Stuttgart, - Tahiti-Faaa, - Tbilissi-C. Roustavéli, - Tel Aviv - Ben Gourion, - Ténériffe-Sud Reine Sofia, - Tokyo-Haneda, - Toronto (Pearson), - Toulouse-Blagnac, - Tromsø, - Tunis-Carthage, - Turin S.-Pertini (Caselle), - Valence, - Vancouver, - Varsovie-Chopin, - Venise - Marco Polo, - Vienne-Schwechat, - Washington-Dulles, - Yaoundé-Nsimalen, - Zagreb-Pleso, - Zanzibar, - Zurich En saison : - Ajaccio-Napoléon-Bonaparte, - Bari-Karol Wojtyła, - Bastia-Poretta, - Cagliari, - Catane-Fontanarossa, - Corfou-I. Kapodístrias, - Cork, - Djerba-Zarzis, - Dubrovnik, - Faro, - Figari Sud Corse, - Héraklion-N. Kazantzákis, - Ibiza, - Innsbruck-Kranebitten, - Kalamata, - Kiruna, - Kittilä, - Las Palmas/Gran Canaria, - Le Cap, - Malé Velana, - Malte, - Minneapolis-Saint-Paul, - Mykonos, - Narvik/Harstad, - Olbia-Costa Smeralda, - Palerme Falcone-Borsellino, - Palma de Majorque, - Punta Cana, (débute le 13 janvier 2026) - Québec (Jean-Lesage), - Rhodes-Diagoras, - Rovaniemi, - Salzbourg-W. A. Mozart, - Santorin, - Sofia-Vrajdebna, - Split, - Tirana-Mère-Teresa, - Vérone - Villafranca |
| Air India                       | Delhi-Indira Gandhi |
| Air Mauritius                   | Maurice-Sir Seewoosagur Ramgoolam |
| Air Montenegro                  | Podgorica |
| Air Nostrum                     | En saison charter : Palma de Majorque |
| Air Saint-Pierre                | En saison : Saint-Pierre |
| Air Senegal                     | Dakar-B. Diagne |
| Air Serbia                      | Belgrade-Nikola-Tesla |
| Air Tahiti Nui                  | Los Angeles, Tahiti-Faaa |
| Air Transat                     | Montréal (P.-E.-Trudeau), Québec (Jean-Lesage) En saison: Toronto (Pearson) |
| AJet                            | Ankara Esenboğa, Istanbul-S. Gökçen |
| All Nippon Airways              | Tokyo-Haneda |
| American Airlines               | Dallas-Fort Worth, New York-John F. Kennedy, Philadelphie En saison : Charlotte-Douglas, Chicago-O'Hare, Miami |
| Animawings                      | Bucarest-H. Coandă |
| Arkia                           | Tel Aviv - Ben Gourion |
| Asiana Airlines                 | Séoul-Incheon |
| ASL Airlines France             | Alger-Houari-Boumédiène, Tel Aviv - Ben Gourion En saison : - Calvi Sainte-Catherine, - Chlef, - Corfou-I. Kapodístrias, - Djerba-Zarzis, - Oujda-Les Angades, - Priština |
| Atlantic Airways                | En saison : Vágar |
| Aurigny Air Services            | Guernesey |
| Austrian Airlines               | Vienne-Schwechat |
| Avianca                         | Bogota-El Dorado |
| Azerbaijan Airlines             | Bakou-H. Aliyev |
| Azores Airlines                 | En saison : Ponta Delgada-Jean Paul II |
| Blue Islands                    | En saison: Jersey |
| British Airways                 | Londres-Heathrow |
| Brussels Airlines               | Bruxelles-National |
| Bulgaria Air                    | Sofia-Vrajdebna En saison : Varna |
| Cabo Verde Airlines             | Praia, Sal-A. Cabral, São Pedro C.-Évora |
| Cathay Pacific                  | Hong Kong |
| China Eastern Airlines          | Nankin,(Fin le 27 aout 2025) Shanghai-Pudong |
| China Southern Airlines         | Canton-Baiyun |
| Condor                          | Francfort |
| Corendon Airlines               | En saison : Antalya, Izmir-A. Menderes |
| Croatia Airlines                | Zagreb-Pleso En saison : Dubrovnik, Split |
| Cyprus Airways                  | En saison : Larnaca |
| Delta Air Lines                 | - Atlanta H.-Jackson, - Boston Logan, - Cincinnati-Northern Kentucky, - Détroit, - Los Angeles, - Minneapolis-Saint-Paul, - New York-John F. Kennedy, - Salt Lake City, - Seattle-Tacoma |
| easyJet                         | - Belfast, - Belgrade-Nikola-Tesla, (débute le 27 octobre 2025) - Bergame-Orio al Serio, - Berlin-Brandebourg, - Biarritz-Pays Basque, - Birmingham, - Bristol, - Budapest-Ferenc Liszt, - Catane-Fontanarossa, - Copenhague-Kastrup, - Cracovie-Jean-Paul II, - Édimbourg, - Fuerteventura, - Glasgow, - Hurghada, - Lanzarote-Arrecife, - Leeds-Bradford, - Lisbonne-H. Delgado, - Liverpool-J.-Lennon, - Londres-Gatwick, - Londres-Luton, - Londres-Southend, - Madère-C. Ronaldo, - Manchester, - Marrakech-Ménara, - Milan-Linate, - Milan-Malpensa, - Newcastle, - Nice-Côte d'Azur, - Oslo-Gardermoen, - Palerme Falcone-Borsellino, - Pise-Galileo Galilei, - Rabat-Salé, - Venise - Marco Polo En saison : - Aberdeen-Dyce, (débute le 27 octobre 2025) - Agadir-Al Massira, - Ajaccio-Napoléon-Bonaparte, - Bari-Karol Wojtyła, - Calvi Sainte-Catherine, - Charm el-Cheikh, - Corfou-I. Kapodístrias, - Figari Sud Corse, - Héraklion-N. Kazantzákis, - Ibiza, - Kittilä, - Larnaca, - Minorque-Mahón, - Palma de Majorque, - Rovaniemi, - Split, - Ténériffe-Sud Reine Sofia, - Tromsø |
| EgyptAir                        | Le Caire En saison : Louxor |
| El Al                           | Tel Aviv - Ben Gourion |
| Emirates                        | Dubaï |
| Ethiopian Airlines              | Addis-Abeba Bole |
| Etihad Airways                  | Abou Dabi |
| Eurowings                       | Hambourg-H.-Schmidt |
| EVA Air                         | Taïwan-Taoyuan |
| Finnair                         | Helsinki-Vantaa |
| FlyOne                          | En saison : Chișinău |
| FlyOne Armenia                  | En saison : Erevan-Zvarnots |
| FLYYO                           | En saison charter : Tel Aviv - Ben Gourion |
| Georgian Airways                | Tbilissi-C. Roustavéli |
| GP Aviation                     | Priština |
| Gulf Air                        | Manama-Bahreïn |
| Hainan Airlines                 | Chongqing-Jiangbei, Shenzhen-Bao'an, Xi'an-Xianyang |
| HiSky                           | Bucarest-H. Coandă |
| Iberia Express                  | Madrid-Barajas |
| Icelandair                      | Reykjavik-Keflavík |
| ITA Airways                     | Milan-Linate, Rome Léonard-de-Vinci/Fiumicino |
| Japan Airlines                  | Tokyo-Haneda |
| JetBlue Airways                 | Boston Logan, New York-John F. Kennedy |
| Jet2.com                        | Leeds-Bradford |
| Kenya Airways                   | Nairobi-J. Kenyatta |
| KLM Royal Dutch Airlines        | Amsterdam |
| KM Malta Airlines               | Malte |
| Korean Air                      | Séoul-Incheon |
| Kuwait Airways                  | Koweït |
| LATAM Brasil                    | São Paulo/Guarulhos |
| LOT Polish Airlines             | Varsovie-Chopin |
| Lufthansa                       | Francfort, Munich-F. J. Strauß |
| Luxair                          | Luxembourg-Findel |
| Malaysia Airlines               | Kuala Lumpur |
| Middle East Airlines            | Beyrouth-Rafic Hariri |
| Norse Atlantic Airways          | New York-John F. Kennedy En saison : Los Angeles |
| Norwegian                       | Copenhague-Kastrup, Oslo-Gardermoen, Stockholm-Arlanda En saison : Bergen, Stavanger, Tromsø |
| Nouvelair                       | Monastir, Tunis-Carthage En saison : Sfax-Thyna |
| Oman Air                        | Mascate |
| Pakistan International Airlines | Islamabad-Benazir Bhutto, Lahore-Allama Iqbal |
| Pegasus Airlines                | Ankara Esenboğa, Istanbul-S. Gökçen |
| Play                            | Reykjavik-Keflavík (Fin le 25 octobre 2025) |
| Qantas                          | Perth, Sydney-K. Smith |
| Qatar Airways                   | Doha-Hamad |
| Royal Air Maroc                 | Casablanca-Mohammed-V, Marrakech-Ménara En saison : Oujda-Les Angades, Rabat-Salé (débute le 15 décembre 2025) |
| Royal Jordanian                 | Amman-Reine-Alia |
| RwandAir                        | Kigali |
| Saudia                          | Djeddah - Roi-Abdelaziz, Riyad-roi Khaled En saison : Médine-Prince M. Bin Abdulaziz |
| Scandinavian Airlines           | Copenhague-Kastrup, Oslo-Gardermoen, Stockholm-Arlanda |
| Singapore Airlines              | Singapour-Changi |
| Sky Express                     | Athènes E.-Venizélos En saison : Héraklion-N. Kazantzákis, Rhodes-Diagoras |
| Smartwings                      | Prague-Václav-Havel |
| SriLankan Airlines              | Colombo-Bandaranaike |
| SunExpress                      | Ankara Esenboğa, Antalya, Izmir-A. Menderes En saison : Bodrum-Milas |
| Swiss International Air Lines   | Zurich |
| TAROM                           | Bucarest-H. Coandă |
| Tassili Airlines                | Alger-Houari-Boumédiène |
| Thai Airways                    | Bangkok-Suvarnabhumi |
| TUI fly Belgium                 | Bruxelles-National (débute le 5 octobre 2025) |
| Tunisair                        | Djerba-Zarzis, Monastir, Tozeur |
| Turkish Airlines                | Istanbul |
| Tus Airways                     | En saison : Larnaca |
| T'way Airlines                  | Séoul-Incheon |
| United Airlines                 | Chicago-O'Hare, Newark-Liberty, San Francisco, Washington-Dulles |
| Uzbekistan Airways              | Ourguentch, Tachkent |
| Vietnam Airlines                | Hanoï-Nội Bài, Hô Chi Minh Ville (Tân Sơn Nhất) |
| Vueling                         | Alicante-Elche, Barcelone-El Prat, Las Palmas/Gran Canaria, Saint-Jacques-de-Compostelle,(Fin le 25 octobre 2025) Séville-San Pablo |
| WestJet                         | Calgary En saison : Halifax (Stanfield), Saint-Jean (Terre-Neuve) |
| World2Fly                       | En saison : Madrid-Barajas |
| XiamenAir                       | Xiamen-Gaoqi |

## Espace cargo
| Compagnies           | Destinations |
| -------------------- | --- |
| Air France Cargo     | - Bangalore-Kempegowda - Chicago-O'Hare - Dublin - Glasgow Prestwick - Guadalajara-M. Hidalgo y Costilla - Hong Kong - Houston-George Bush - Tokyo-Narita |
| ASL Airlines France  | - Hanovre - Istanbul - Katowice-Pyrzowice - Leipzig/Halle - Marseille-Provence - Toulouse-Blagnac |
| Cathay Cargo         | Hong Kong |
| Central Airlines     | Shenzhen-Bao'an, Tianjin Binhai, Xiamen-Gaoqi |
| China Cargo Airlines | Shanghai-Pudong |
| CMA CGM Air Cargo    | - Abou Dabi - Bakou-H. Aliyev - Bombay-Chhatrapati-Shivaji - Canton-Baiyun - Hong Kong - Shanghai-Pudong |
| DHL Aviation         | Casablanca-Mohammed-V, Cincinnati-Northern Kentucky, Leipzig/Halle, Londres-Heathrow |
| Emirates SkyCargo    | Dubaï Al Maktoum |
| FedEx Express        | - Amsterdam - Athènes E.-Venizélos - Bâle-Mulhouse - Barcelone-El Prat - Bombay-Chhatrapati-Shivaji - Canton-Baiyun - Cologne/Bonn-K. Adenauer - Copenhague-Kastrup - Delhi-Indira Gandhi - Dubaï - Durham Tees Valley - Édimbourg - Helsinki-Vantaa - Hong Kong - Indianapolis - Istanbul - Londres-Stansted - Madrid-Barajas - Manchester - Memphis - Milan-Malpensa - Munich-F. J. Strauß - Newark-Liberty - Osaka-Kansai - Pékin-Capitale - Singapour-Changi - Stockholm-Arlanda - Tel Aviv - Ben Gourion - Tokyo-Narita - Vienne-Schwechat |
| FedEx Feeder         | - Berlin-Brandebourg - Francfort - Hambourg-H.-Schmidt - Hanovre - Lyon-Saint-Exupéry - Newcastle - Nice-Côte d'Azur - Prague-Václav-Havel - Rome Léonard-de-Vinci/Fiumicino - Shannon - Stuttgart - Toulouse-Blagnac - Varsovie-Chopin |
| Geo-Sky              | Türkmenabat |
| Korean Air Cargo     | Séoul-Incheon |
| MNG Airlines         | Cologne/Bonn-K. Adenauer, Istanbul |
| Swiftair             | Hanovre, Madrid-Barajas |
| Turkish Cargo        | Istanbul |
| UPS Airlines         | Cologne/Bonn-K. Adenauer, Louisville-Standiford Field, Philadelphie |